# محول تفاضلي متغير دوار

المحول التفاضلي المتغير الدوار

المحول التفاضلي المتغير الدوار (بالإنجليزية: Rotary variable differential transformer)‏ هو أحد أنواع المحولات الكهربائية يستخدم لقياس الإزاحة الزاوية.